# ニュアンス・コミュニケーションズ
ニュアンス・コミュニケーションズ (英: Nuance Communications) は、アメリカ合衆国マサチューセッツ州バーリントンに本社を置き、ボストン郊外にある多国籍コンピューターソフトウェアテクノロジー企業であり、音声認識と人工知能のソリューションを提供している。
ニュアンスは、2005年10月に、企業向け大規模音声アプリケーション事業を営む競合のスキャンソフトを合併した。スキャンソフトは、 ゼロックスのスピンオフであり、1999年にハードウェアおよびソフトウェアスキャナー会社であるVisioneerによって買収され、買収後の存続会社にスキャンソフトの名前を継承させた。元々のスキャンソフトは、 カーツワイル・コンピューター・プロダクツ社にルーツがある。

## 歴史
2005年9月、スキャンソフトはニュアンス・コミュニケーションズを買収して合併し、その結果、ニュアンスが存続会社の名前に採用された。それ以前の10年間、両社は商用の大規模音声アプリケーション事業で競合していた。

### スキャンソフトの起源
1974年、レイ・カーツワイルは、最初のオムニフォント光学文字認識システムを開発するためにカーツワイル・コンピューター・プロダクツ社を設立した。オムニフォント光学文字認識システムとは、通常のフォントで書かれたテキストを認識できるコンピュータプログラムのことである。 1980年、カーツワイルは会社をゼロックスに売却した。 同社はXerox Imaging Systems（XIS）に改名後、後にスキャンソフトに改名した。
1992年3月、 Visioneer, Inc.が設立され、枚葉スキャナのPaperMaxや文書管理ソフトウェアのPaperPortなど、スキャナのハードウェアとソフトウェア製品を開発した。 Visioneerは最終的に、1999年1月にハードウェア部門をPrimax Electronics, Ltd. に売却した。 2か月後の3月、Visioneerはゼロックスからスキャンソフトを買収し、スキャンソフトを新しい全社名として新しい公開会社を設立した。
2001年以前は、スキャンソフトはTextBridge、PaperPort、OmniPageなどのデスクトップイメージングソフトウェアに重点を置いていた。 2001年12月のLernout ＆ Hauspieの買収を皮切りに、同社は音声認識事業に参入し、ニュアンスとの競争を開始した。

#### Siriおよびアップルとの協業
Siriは、音声認識と高度な自然言語処理を組み合わせたアプリケーションである。人工知能は、基盤となるアルゴリズムの進歩と、モバイルデバイスとワークロードを共有するサーバーの両方での処理能力の飛躍の両方が必要であり、この力によりソフトウェアは単語とその意図を理解することができる。 

### 買収による成長
2005年の合併に先立ち、スキャンソフトは事業を拡大するために他の企業を買収した。 スキャンソフトとは異なり、ニュアンスは、2004年11月に670万ドルでRhetorical Systemsを買収したことを除いて、合併前に積極的に企業を買収していなかった。 合併後、同社は買収を通じて成長を続けた。

#### スキャンソフトとニュアンスが合併し、社名をニュアンス・コミュニケーションズに変更
- 2005年9月15日— スキャンソフトがカリフォルニア州メンロパークのニュアンス・コミュニケーションズを2億2,100万ドルで買収し合併した。
- 2005年10月18日—合併後の会社名をニュアンス・コミュニケーションズに変更[8]。

#### その後のニュアンスによる企業買収
2006年から2018年までの間に、ニュアンスは51社にも上る企業を買収した。

#### Kofaxによるドキュメントイメージング部門の買収
2019年2月1日、 Kofax Inc.は、ニュアンス・コミュニケーションズのドキュメントイメージング部門の買収の終了を発表した。 この買収により、KofaxはニュアンスのPower PDF、 ドキュメント管理のPaperPort、および光学式文字認識ソフトウェアのOmniPageを獲得した。 KofaxはCopitrakも買収した。

### Microsoftによる買収
2021年4月12日に、MicrosoftがNuance Communicationsを197億ドルで買収すると発表。